# مانلیو باچیگالوپو
مانلیو باچیگالوپو (انگلیسی: Manlio Bacigalupo؛ ۵ سپتامبر ۱۹۰۸ – ۱ دسامبر ۱۹۷۷) بازیکن فوتبال اهل ایتالیا بود.
از باشگاه‌هایی که در آن بازی کرده‌است می‌توان به باشگاه فوتبال جنوآ، باشگاه فوتبال ونتزیا، باشگاه فوتبال تورینو، و باشگاه فوتبال ویرتوس انتلا اشاره کرد.